# Jaqıp Qojamberdı
Jaqıp Esimulı Qojamberdı (in kazako Жақып Есімұлы Қожамберды?, in russo Жакып Есимулы Кожамберды?, Žakyp Kožamberdy; Aqtöbe, 26 febbraio 1992) è un calciatore kazako, centrocampista del Taraz.

## Palmarès

### Club

#### Competizioni nazionali
- Campionato kazako: 1

Astana: 2015